# Tuma (géographie)
Pour les articles homonymes, voir Tuma.
Les Tumas (prononcé /tuɱ/, Toma en allemand) désignent des collines formées de terres, de roches et de dépôts calcaires datant du Malm, que l'on retrouve dans les plaines de la région grisonnes d’Imboden, en Suisse, et, de manière générale, le long du Rhin postérieur. 

## Formations
Les Tumas sont constituées de dépôts de roches et de calcaires du Malm, transportés par plusieurs éboulements survenus il y a environ 10 000 ans, lors du retrait du glacier du Würm. Parmi ces éboulements, on compte ceux de Flims (de), de Tamins, de Kunkels (de) et de Calanda (de). Ces formations ont ensuite été modelées par l'érosion due au Rhin, ainsi que par des processus glaciaires. Après le retrait glaciaire, l’action du Rhin a également contribué à leur empierrement.   

## Localisations
Les Tumas se trouvent dans la région d'Imboden, disposées en général le long du Rhin postérieur et à sa confluence avec le Rhin antérieur.

### Tumalandschaft

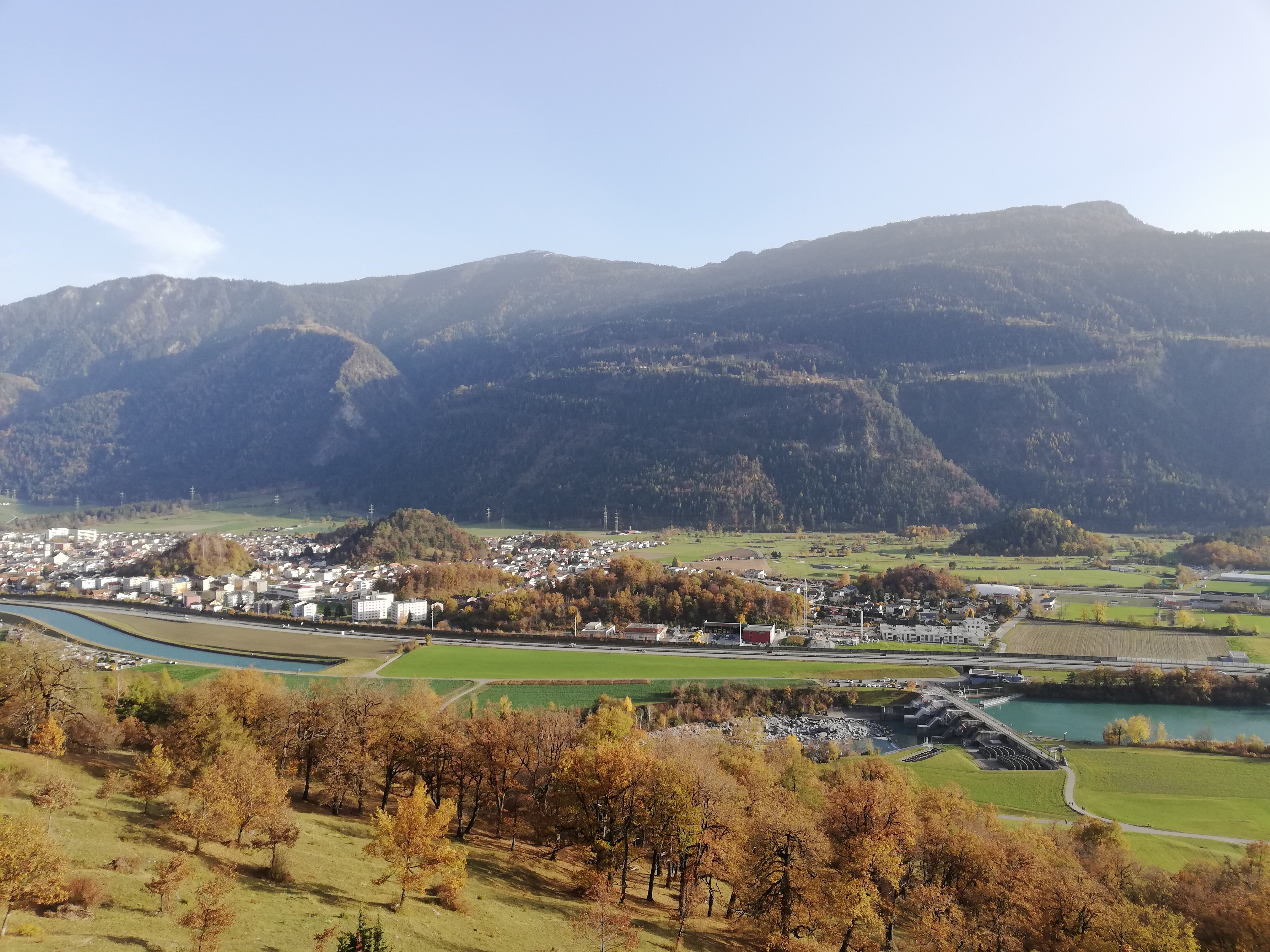
Tumalandschaft.

La région la plus célèbre et abritant le plus grand nombre de Tumas est la Tumalandschaft (ou Tomalandschaft en allemand). Située sur le territoire de la commune de Domat/Ems et couvrant une superficie de 318 km2, cette zone comprend douze Tumas, toutes classées comme surfaces forestières,. Ces formations sont le résultat d’un important éboulement du Calanda (de).   

### Région d'Imboden
La région comporte également d’autres Tumas situées en dehors de la Tumalandschaft. On en recense près de Bonaduz (appelées Bot), ainsi qu’à Reichenau, Tamins et Tumegl/Tomils. Celles-ci sont issues de l’éboulement de Kunkels (de).

## Toponymie
Le terme « Tuma » (parfois écrit « Tumma ») provient du sursilvan, l’un des cinq idiomes de la langue romanche, parlé dans les régions grisonnes de Surselva et d’Imboden. Dérivé du latin « tumulus » ou « tumus », ce mot signifie « collines » ou « élévation ».
Avec le recul du romanche au profit de l’allemand, le terme a été germanisé en « Toma », et l’expression « Tomahügeln » s’est également développée,.
Le nom de la région Tumalandschaft a été introduit par le géologue Albert Heim.

## Listes des Tumas
| Nom                                        | Altitude | Données | Données    | Informations | Localisation                                                                       | Localisation                |
| Nom                                        | Altitude | Hauteur | Grandeur   | Informations | Lieux                                                                              | Coordonnées                 |
| ------------------------------------------ | -------- | ------- | ---------- | --- | ---------------------------------------------------------------------------------- | --------------------------- |
| Bot Ars                                    | 699 m    | ~ 53 m  | ~ 2,10 ha  | | Au bord du Rhin antérieur, Bonaduz                                                 | 46° 49′ 11″ N, 9° 23′ 06″ E |
| Bot Dagatg                                 | 687 m    | ~ 51 m  | ~ 1,54 ha  | | Près du hameau de Campagna, Bonaduz                                                | 46° 49′ 18″ N, 9° 23′ 50″ E |
| Bot Danisch                                | 735 m    | ~ 67 m  | ~ 20 ha    | | À l'entrée du Val da Lufts, Bonaduz                                                | 46° 49′ 03″ N, 9° 23′ 12″ E |
| Bot Panadisch                              | 649 m    | ~ 31 m  | ~ 2,76 ha  | Au-dessus d'un stand de tir. | Au bord de la A13, Bonaduz                                                         | 46° 48′ 53″ N, 9° 24′ 18″ E |
| Bot da Sogn Gieri                          | 689 m    | ~ 33 m  | ~ 0,67 ha  | La chapelle chapelle Sogn Gieri (de) est édifiée au sommet. | Au bord du Rhin postérieur, Bonaduz                                                | 46° 48′ 12″ N, 9° 24′ 32″ E |
| Bot Tschavir                               | 783 m    | ~ 115 m | ~ 42,39 ha | | Au bord du Rhin antérieur, Bonaduz                                                 | 46° 49′ 05″ N, 9° 22′ 18″ E |
| Bot da Zislis                              | 679 m    | ~ 19 m  | ~ 0,71 ha  | | Au bord du Rhin antérieur, Bonaduz                                                 | 46° 49′ 12″ N, 9° 22′ 52″ E |
| Tum'Arsa                                   | 653 m    | ~ 69 m  | 5 ha       | | Dans le terrain de golf, Domat/Ems (Tumalandschaft)                                | 46° 49′ 30″ N, 9° 26′ 24″ E |
| Tuma dil Bregl                             | 658 m    | ~ 58 m  | ~ 2,84 ha  | | Au bord du Rhin postérieur, Domat/Ems                                              | 46° 48′ 41″ N, 9° 25′ 04″ E |
| Tuma Calchera                              | 620 m    | ~ 30 m  | 2,4 ha     | | Tumalandschaft, Derrière les bâtiments d'Ems-Chemie, Domat/Ems (Tumalandschaft)    | 46° 49′ 22″ N, 9° 26′ 00″ E |
| Tuma Carpusa                               | 621 m    | ~ 31 m  | 1 ha       | | À côté des courts de tennis, Domat/Ems (Tumalandschaft)                            | 46° 49′ 52″ N, 9° 26′ 17″ E |
| Tuma Casti (ou Casté)                      | 638 m    | ~ 48 m  | 2 ha       | La chapelle Saint-Antoine (Caplutta Sogn Antoni) est édifiée au sud du sommet de la Tuma. L'église Saint-Pierre (Baselgia Sogn Pieder) se situe au pied est de la Tuma, au départ du sentier qui mène au sommet. | À la Via Tuma Casté, Domat/Ems (Tumalandschaft)                                    | 46° 50′ 07″ N, 9° 26′ 52″ E |
| Tuma Falveng                               | 623 m    | ~ 43 m  | 2,1 ha     | | À Sur Falveng, Domat/Ems (Tumalandschaft)                                          | 46° 49′ 52″ N, 9° 27′ 13″ E |
| Tuma Gion Gioder                           | 588 m    | ~ 12 m  | ~ 0,22 ha  | | Accolée à une ferme à la Via Calanca, Domat/Ems                                    | 46° 50′ 06″ N, 9° 28′ 03″ E |
| Tuma Lunga                                 | 622 m    | ~ 32 m  | 4,3 ha     | | Entre les bâtiments d'Ems-Chemie et le terrain de golf, Domat/Ems (Tumalandschaft) | 46° 49′ 24″ N, 9° 26′ 12″ E |
| Tuma Marchesa                              | 605 m    | ~ 25 m  | 1,1 ha     | | À la Via Carrera, Domat/Ems (Tumalandschaft)                                       | 46° 49′ 47″ N, 9° 26′ 54″ E |
| Tuma Padrusa                               | 631 m    | ~ 41 m  | 5,1 ha     | Dans les années 1940, un stand de tir se trouvait au pied de la Tuma. | À la Via Padrusa, Domat/Ems (Tumalandschaft)                                       | 46° 50′ 01″ N, 9° 26′ 22″ E |
| Tuma Platta                                | 607 m    | ~ 27 m  | 1,8 ha     | L'église évangélique réformée se trouve au pied de la Tuma. | À la Via Tuma Platta, Domat/Ems (Tumalandschaft)                                   | 46° 50′ 04″ N, 9° 26′ 33″ E |
| Tuma Schlossbühl (ou Schulhaushügel)       | ?        | 12 m    | ?          | N'existe plus. | Près de Felsberg                                                                   | ?                           |
| Tuma Semanlè                               | ?        | 10 m    | ?          | Détruite en 1961 pour laisser place à la route principale 13. | Au bord du Rhin                                                                    | 46° 50′ 33″ N, 9° 28′ 28″ E |
| Tuma Turera (ou Toma San Gion)             | 610 m    | ~ 30 m  | 0,3 ha     | L'église catholique romaine Saint-Jean-Baptiste (Baselgia Sogn Gion) fut édifiée au XIIe siècle au sommet de la Tuma.                                                                                            | Dans la veille-ville et au bord de la A13, Domat/Ems (Tumalandschaft)              | 46° 50′ 15″ N, 9° 27′ 02″ E |
| Tuma Tschelli (ou Tschelle, ou Toma Gilli) | 655 m    | ~ 75 m  | 6,3 ha     | La plus élevée des douze Tumas du Tumalandschaft. | À la Reichenauerstrasse, Domat/Ems (Tumalandschaft)                                | 46° 49′ 57″ N, 9° 26′ 55″ E |
| Tuma Varsera                               | 607 m    | ~ 27 m  | 0,4 ha     | | Dans le terrain de golf, Domat/Ems (Tumalandschaft)                                | 46° 49′ 25″ N, 9° 26′ 38″ E |
| Tuma da Zislis                             | 697 m    | ~ 27 m  | ~ 0,39 ha  | | Au nord, sur la montagne d'Ils Aults, Domat/Ems                                    | 46° 49′ 33″ N, 9° 25′ 06″ E |

## Galerie

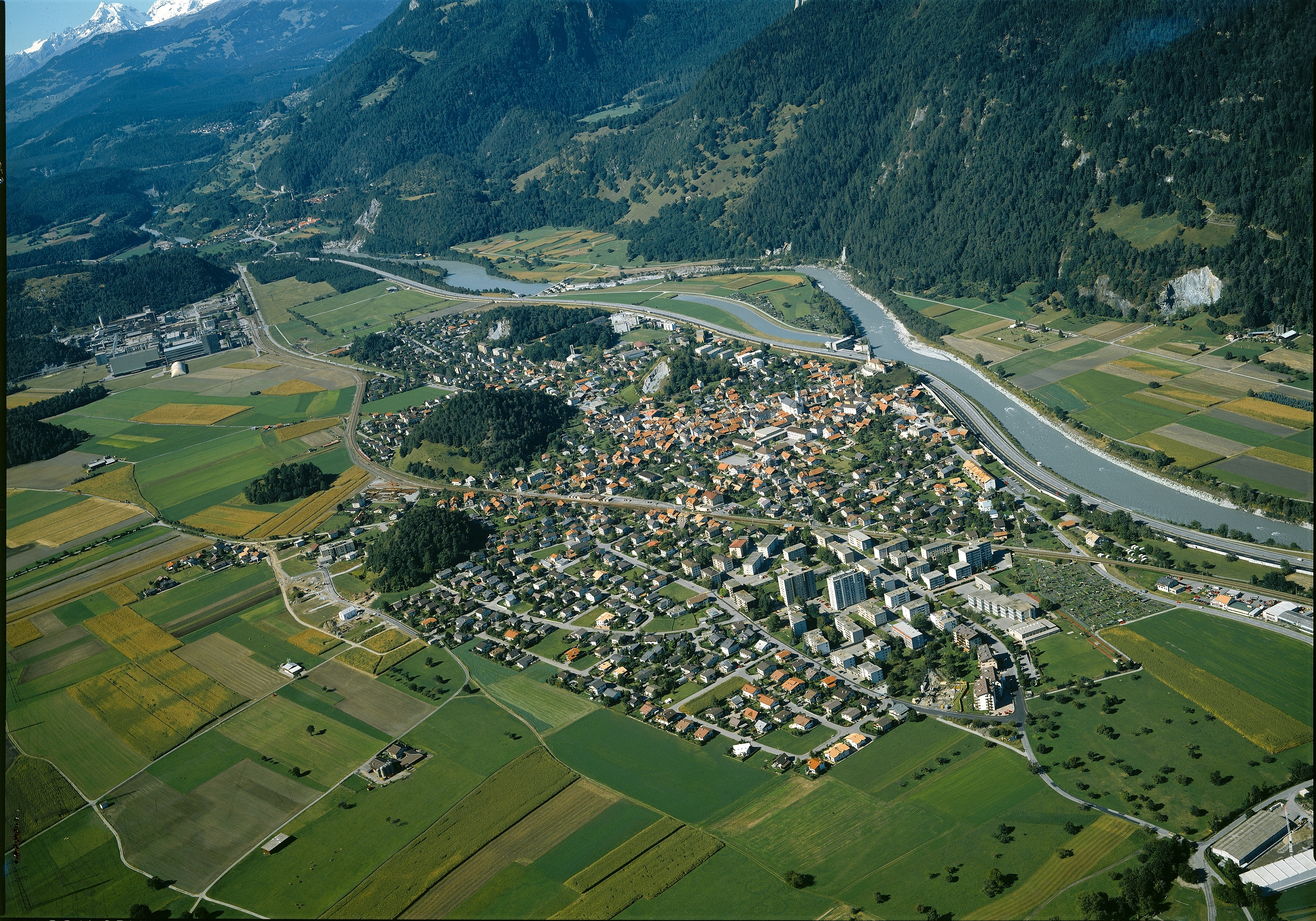
Vue aérienne de Domat/Ems avec les Tumas en plein centre du village.
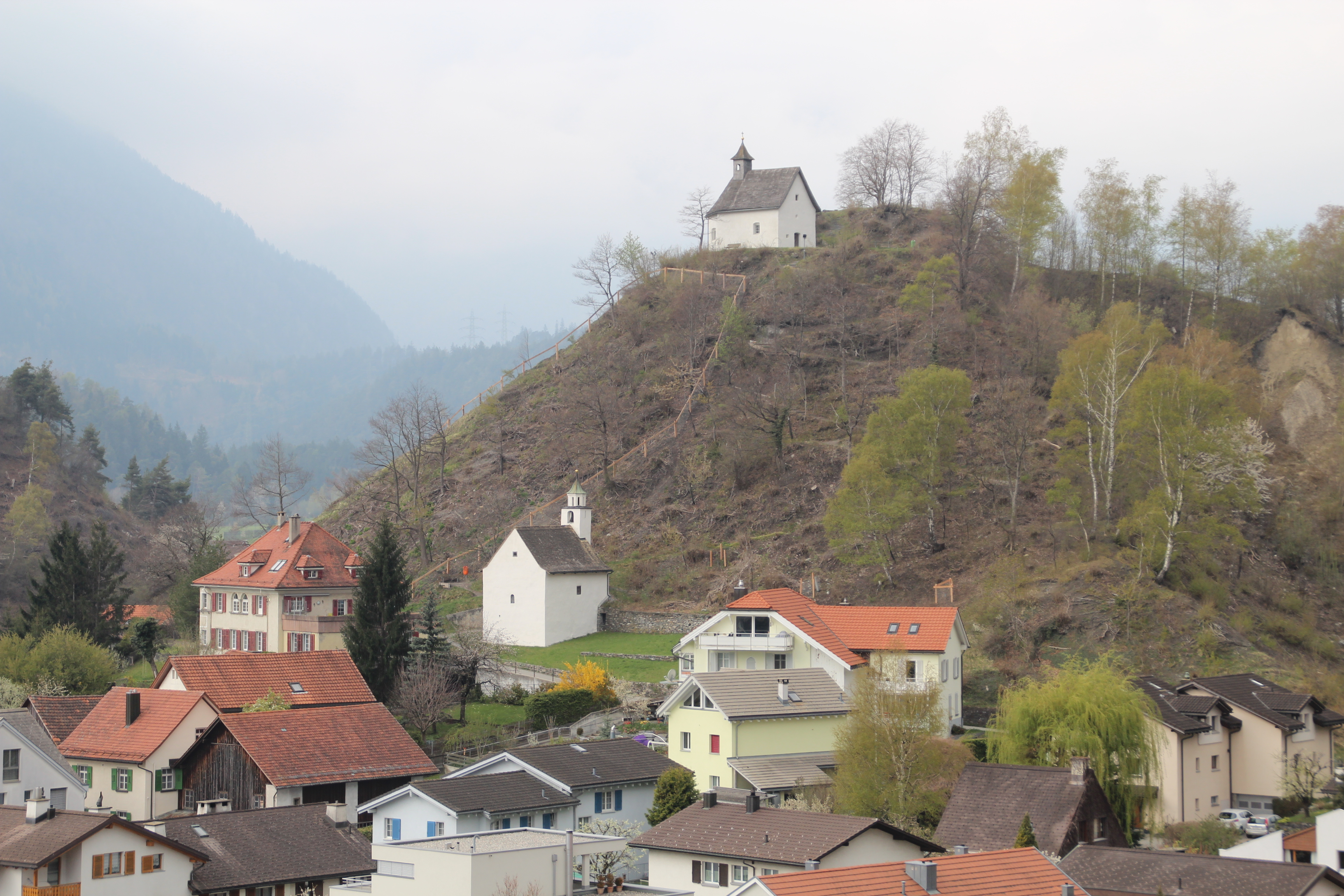
La Tuma Casti avec la chapelle Saint-Antoine au sommet et l'église Saint-Pierre au pied de la colline.
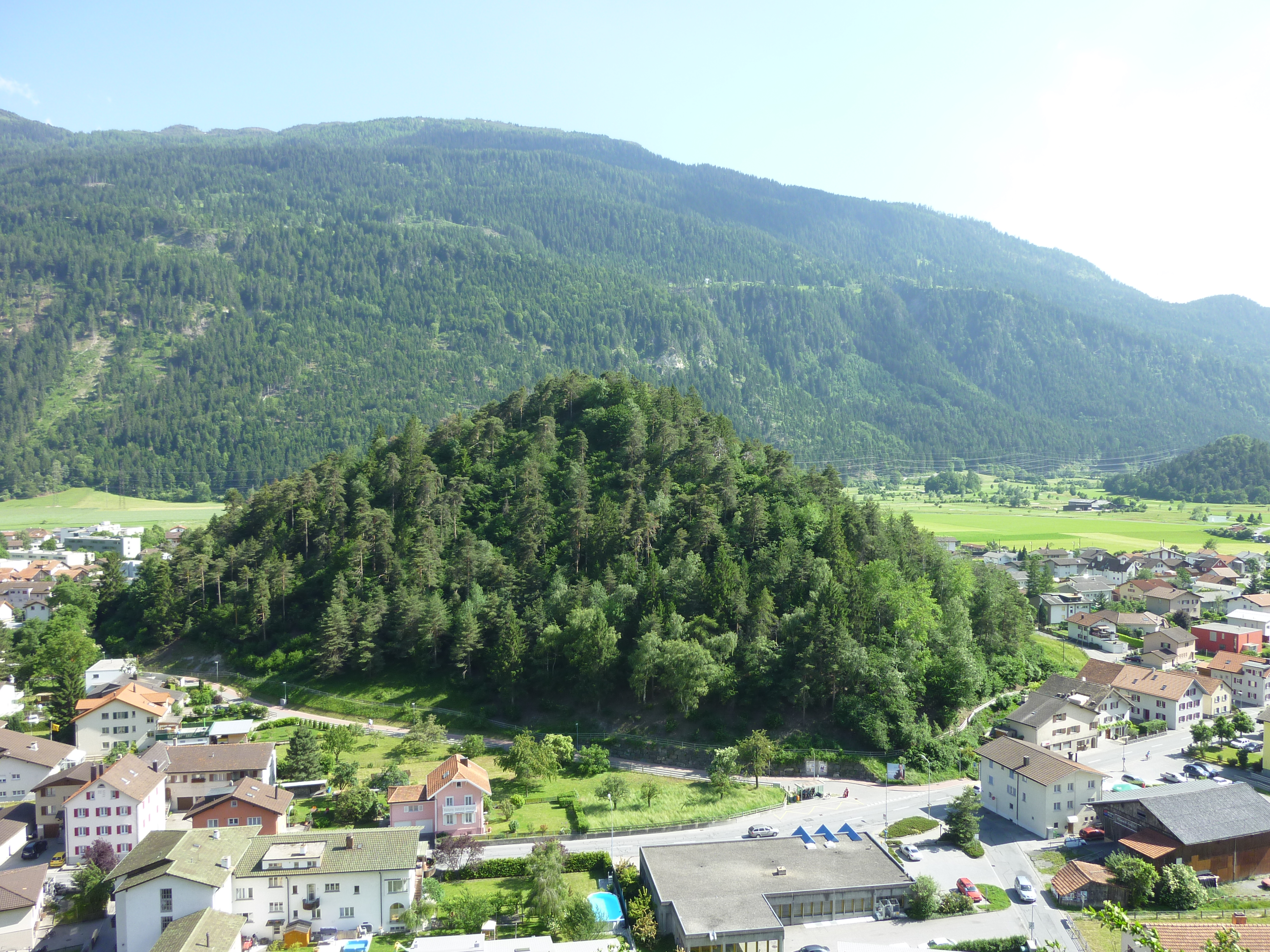
La Tuma Tschelli.
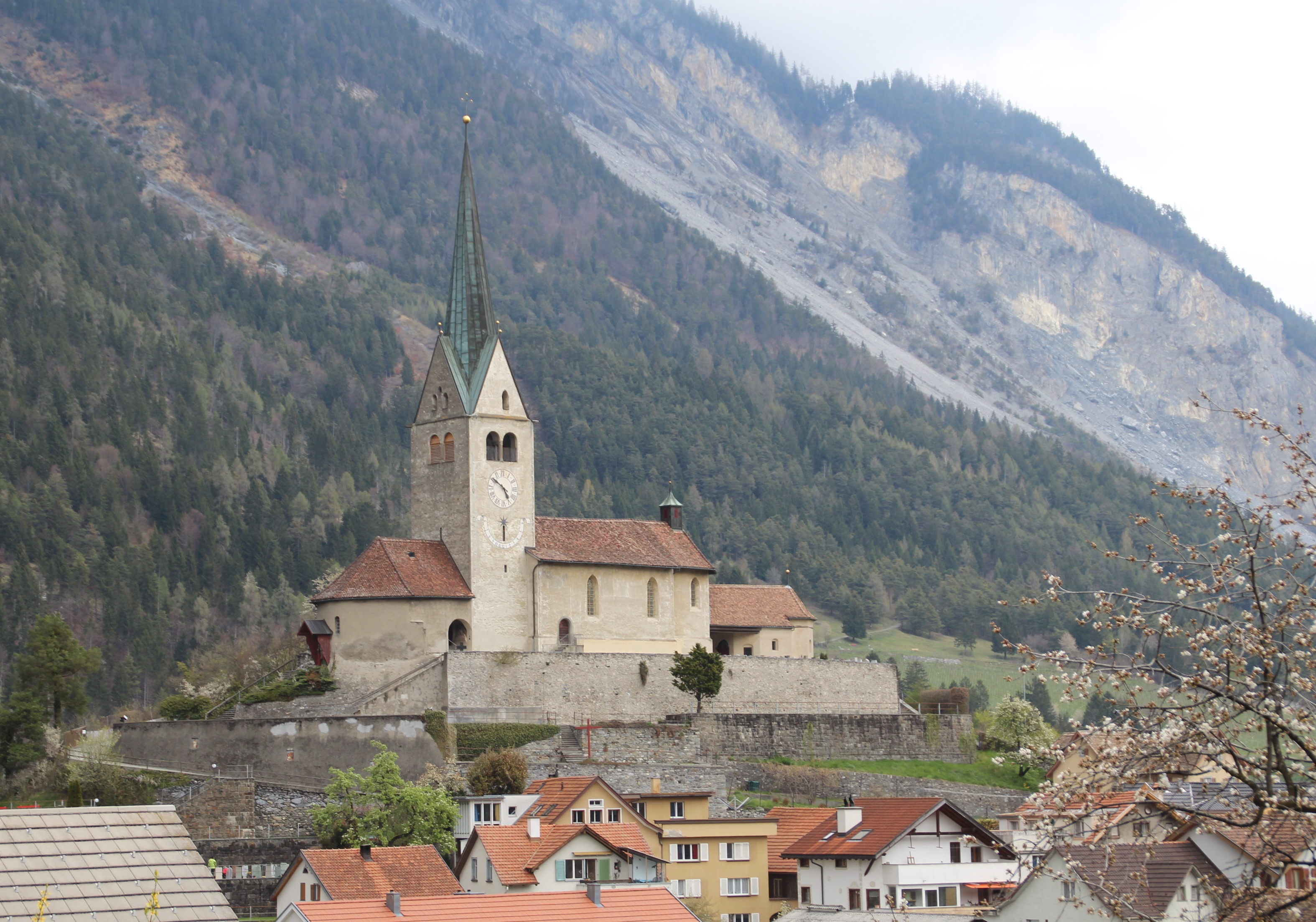
La Tuma Turera avec l'église catholique romaine Saint-Jean-Baptiste à son sommet.
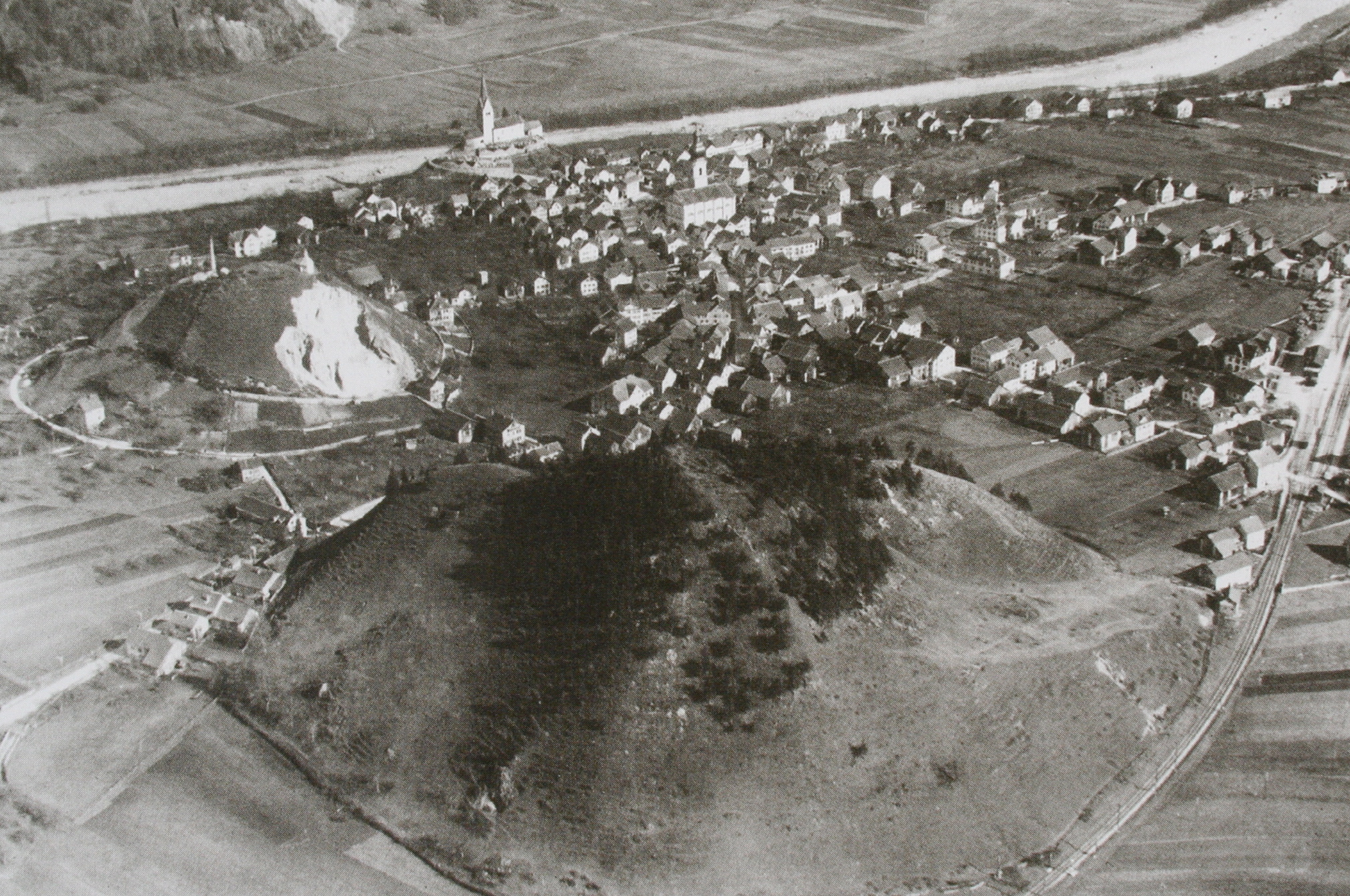
Au premier plan, la Tuma Tschelli, à gauche la Tuma Casti et au second plan la Tuma Turera. Photo de Walter Mittelholzer (1925).

## Littérature
- Jörger, Kaspar: Domat / Ems .  Une étude géographique et historico-culturelle publiée par Hendri Spescha, Domat/Ems, 1962.
- Kirchen, Emil, Wenn der Berg stürzt : Das Bergsturzgebiet zwischen Chur und Ilanz, Terra Grischuna, Coire, 1993, 132p., (ISBN 3-7298-1087-1).